# Panhelenismo
El panhelenismo es un movimiento cuya meta es crear un «Gran Estado heleno» concebido como una unidad política, es decir, un Estado que una a todas las naciones que, en su totalidad o en su mayoría, estén habitadas por pueblos de lengua y etnia griegas. Esta idea tuvo lugar a partir del siglo V a. C., y no floreció masivamente, sino que fue pregonada por los pocos pensadores que se mantuvieron optimistas ante la degradación de la cultura griega que se inicia con las guerras médicas y tiene su apogeo con la guerra del Peloponeso.

## Historia
Ya desde la antigüedad hubo figuras que apoyaron el ideal panhelénico, en un momento en que, si bien había cierto sentimiento de unidad frente a enemigos comunes (fundamentalmente los Persas), cada región dependía de polis a menudo enfrentadas entre sí en guerras intestinas. Tales fueron los casos de Isócrates, Filipo II de Macedonia y su hijo Alejandro Magno, en el marco del helenismo.
Estas ideas también cobraron forma, parcialmente, durante el Imperio romano de Oriente; pero después de su caída, en 1453, hubo que esperar hasta comienzos del siglo XIX a que el panhelenismo se reconstituyera formalmente. En este caso, se trataba de sociedades secretas [hetaíras] conformadas por los griegos que se hallaban oprimidos bajo el yugo otomano.
En 1821, los griegos se alzaron en armas contra sus opresores hasta que finalmente, en 1829, Grecia fue declarada Reino soberano. Los ideales panhelénicos se mantuvieron inalterados no sólo durante el transcurso de las luchas libertarias, sino también a lo largo de toda la historia del nuevo Reino.
Las pretensiones panhelénicas se acrecentaron nuevamente a partir de 1861 con la anexión de Tesalia y las islas del mar Jónico. Veinte años más tarde, fue incorporado al territorio griego parte del Epiro.
Si bien la guerra greco-turca de 1897 resultó un duro golpe para el panhelenismo en virtud de la derrota total de los griegos, éstos cosecharon victorias en la guerra de los Balcanes que se desarrolló durante el período 1912-1913. Al término de esta contienda, la isla de Creta pasó también a formar parte del reino de Grecia.
Después de la Segunda Guerra Mundial, especialmente bajo la junta militar que obtuvo el poder en Atenas en 1967, el panhelenismo devino sinónimo de enosis (unidad), que pedía la unificación de Chipre con Grecia.
Esta junta militar intentó anexionar Chipre a Grecia con el fin de crear la mencionada enosis. Como consecuencia de estas maniobras, Turquía decidió invadir la isla en 1974. Las tropas turcas permanecen actualmente en el norte de Chipre, donde establecieron la República Turca del Norte de Chipre, que es solo reconocida por Turquía. Desde el punto de vista administrativo, la isla fue dividida en dos estados.